# Soterosanthus shepheardii
Soterosanthus shepheardii – gatunek roślin z monotypowego rodzaju Soterosanthus z rodziny storczykowatych (Orchidaceae). Rośliny występują w lasach na wysokościach do 100 m n.p.m. w Ekwadorze i Kolumbii.

## Systematyka
Gatunek sklasyfikowany do podplemienia Stanhopeinae w plemieniu Cymbidieae, podrodzina epidendronowe (Epidendroideae), rodzina storczykowate (Orchidaceae), rząd szparagowce (Asparagales) w obrębie roślin jednoliściennych.